# Ancistragrostis uncinioides
Ancistragrostis uncinioides es la única especie del género monotípico Ancistragrostis de la familia de las poáceas. Es originaria de Papúa Nueva Guinea.

## Taxonomía
Ancistragrostis uncinioides fue descrita por Stanley Thatcher Blake y publicado en Blumea, Supplement 3: 56, f. 1. 1946.
Etimología
Calamagrostis: nombre genérico que deriva del griego que se refiere a las aristas de las lemas con forma de gancho.
uncinioides: epíteto latino de uncino que significa "como ganchos".
Sinonimia
- Calamagrostis uncinoides (S.T.Blake) Reeder
- Deyeuxia uncinioides (S.T.Blake) P.Royen & Veldkamp[3][4]